# جاش آلن
جاشوا پاتریک آلن (انگلیسی: Joshua Patrick Allen؛ زاده ۲۱ مه ۱۹۹۶) بازیکن حرفه‌ای فوتبال آمریکایی در پست کوارتربک است که برای تیم بوفالو بیلز در لیگ ملی فوتبال (ان‌اف‌ال) بازی می‌کند. او فوتبال کالجی را برای تیم وایومینگ کابویز انجام داد و در درفت ان‌اف‌ال سال ۲۰۱۸ با انتخاب کلی هفتم به عضویت بوفالو بیلز درآمد. در دوران حضورش در بوفالو بیلز، آلن تیم را به شش حضور در پلی‌آف، پنج عنوان قهرمانی پیاپی در دیویژن، هفت پیروزی در مرحلهٔ حذفی و دو حضور در بازی قهرمانی کنفرانس هدایت کرده است.
آلن در فصل ۲۰۲۰ به شکوفایی رسید؛ زمانی که بوفالو بیلز را به نخستین قهرمانی دیویژن و نخستین پیروزی در پلی‌آف از سال ۱۹۹۵ رساند و تا بازی قهرمانی کنفرانس ای‌اف‌سی پیش رفت. او همچنین رکوردهای باشگاه در تعداد یارد پرتابی و تاچ‌داون در یک فصل را شکست و موفق به کسب افتخارات پرو بول و تیم دوم آل-پرو شد. در سال ۲۰۲۴، آلن جایزهٔ باارزش‌ترین بازیکن (ام‌وی‌پی) لیگ ان‌اف‌ال را به دست آورد و به نخستین بازیکن بیلز از زمان ترمن توماس در سال ۱۹۹۱ تبدیل شد که این جایزه را برد. او همچنین نخستین کوارتربک تاریخ تیم بیلز است که عنوان ام‌وی‌پی لیگ ان اف‌ال را کسب کرده است.

## زندگی شخصی
آلن با بازیگر و خواننده هیلی استاینفلد ازدواج کرده است. آن‌ها در مه ۲۰۲۳ رابطهٔ خود را آغاز کردند و در ژوئیه ۲۰۲۴ به صورت عمومی از آن پرده برداشتند. آلن در ۲۲ نوامبر ۲۰۲۴ به استاینفلد پیشنهاد ازدواج داد و این زوج یک هفته بعد، در ۲۹ نوامبر ۲۰۲۴، نامزدی خود را به‌طور رسمی اعلام کردند. آن‌ها در ۳۱ مه ۲۰۲۵ در ونچورا، کالیفرنیا، ایالات متحده ازدواج کردند.
پیش از این، آلن از سال ۲۰۱۵ تا ۲۰۲۳ با بریتنی ویلیامز، عضو سابق گروه تشویق‌کنندگان تیم فرزنو استیت بول‌داگز، که در مرکز کالیفرنیا با او بزرگ شده بود، در رابطه بود.